# Copa do Mundo de Polo em Neve da FIP

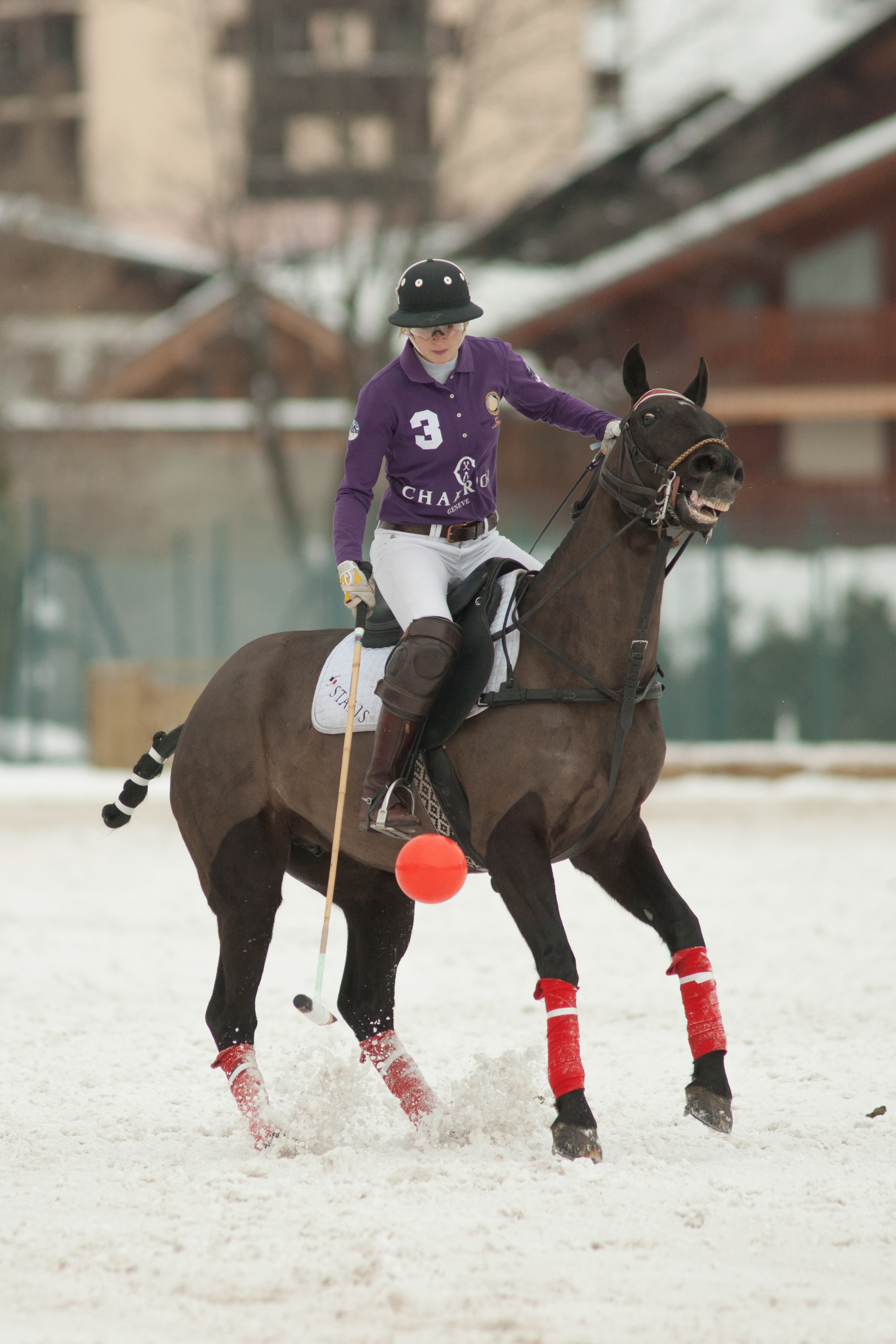
Dama praticando polo em neve

A Copa do Mundo de Polo em Neve, nome oficial: FIP Snow Polo World Cup, foi uma competição organizada pela Federação Internacional de Polo (FIP), para definir à melhor seleção de polo sobre superfície nevada.  A origem do evento tem seu antecedente na realização do Desafio Asiático de Polo em Neve de 2011, organizado pelo Tianjin Goldin Metropolitan Pólo Clube e a Associação Equestre Chinesa. Devido ao sucesso do evento, a FIP começou a avaliar a possibilidade de sustentar um torneio internacional anual dessa modalidade, a fim de ser o mais importe evento do polo em neve . Em 5 de janeiro de 2021, foi anunciado que devido ao baixo interesse do público e a falta de organização da competição, o torneio foi encerrado.

## Resultados

### Por nação:
| Seleção        | 1 | 2 | 3 | Total |
| -------------- | - | - | - | ----- |
| Hong Kong      | 3 | 2 | 0 | 5     |
| Inglaterra     | 1 | 1 | 2 | 4     |
| Argentina      | 1 | 1 | 1 | 3     |
| Brasil         | 1 | 0 | 0 | 1     |
| África do Sul  | 0 | 1 | 1 | 2     |
| Estados Unidos | 0 | 1 | 0 | 1     |
| Chile          | 0 | 0 | 2 | 2     |

### Por edição
| Edição | Ano  | Sede    |            | Ouro   | Final Resultado | Prata         |               | Bronze        | Resultado | Quarto lugar |
| I      | 2012 | Tianjin | Hong Kong  | 7 - 4  | África do Sul   | Inglaterra    | 8 - 7         | Argentina     |           |              |
| II     | 2013 | Tianjin | Hong Kong  | 5 - 4  | Argentina       | Inglaterra    | 6 - 3         | África do Sul |           |              |
| III    | 2014 | Tianjin | Inglaterra | 6 - 5  | Hong Kong       | Chile         | 9 - 9 (3 - 2) | Brasil        |           |              |
| IV     | 2015 | Tianjin | Brasil     | 11 - 4 | Estados Unidos  | Argentina     | 8 - 5         | França        |           |              |
| V      | 2016 | Tianjin | Hong Kong  | 5 - 4  | Inglaterra      | Chile         | 8 - 7         | Argentina     |           |              |
| VI     | 2017 | Tianjin | Argentina  | 6 - 5  | Hong Kong       | África do Sul | 5 - 3         | Inglaterra    |           |              |